# Lentner

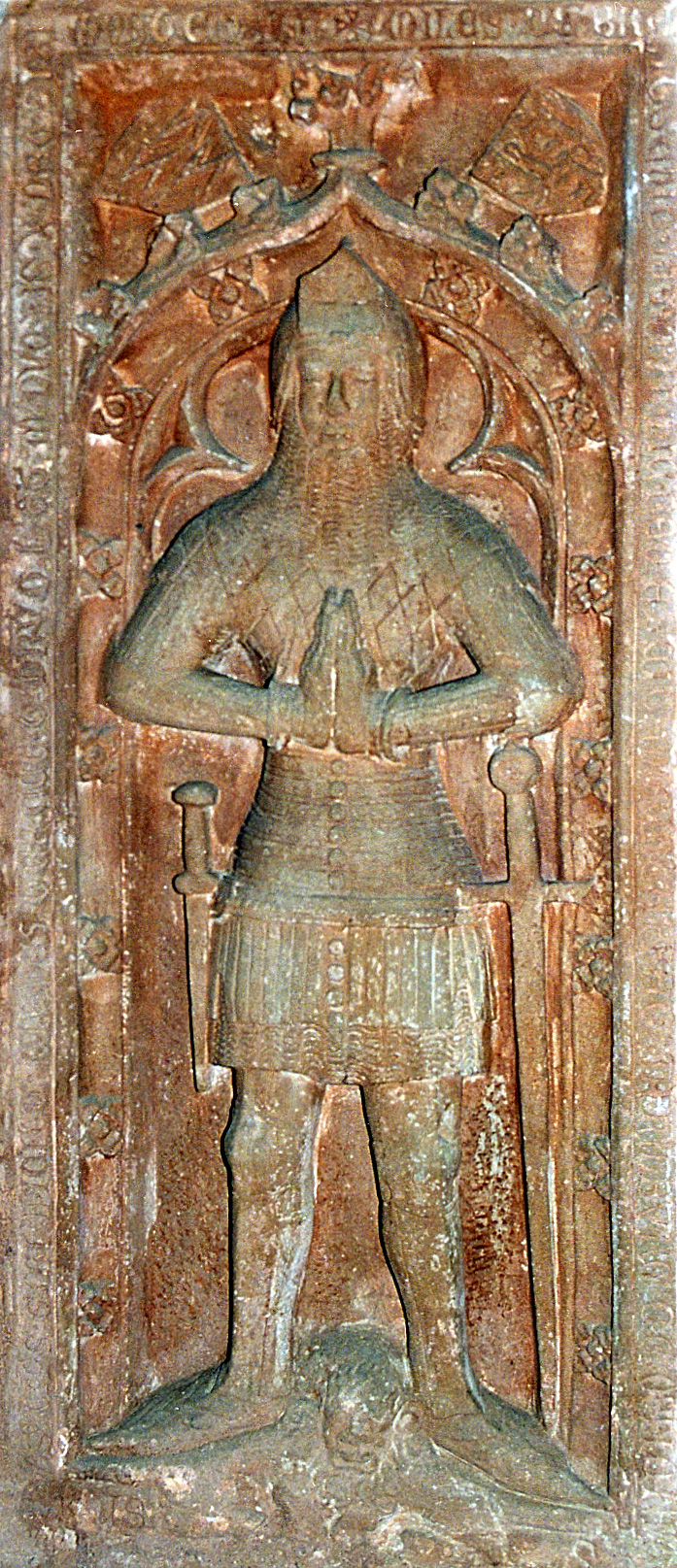
Grabplatte des Johann von Brandscheit in der Stiftskirche Kyllburg, † um 1370

Der Lentner oder Lendner ist eine taillierte, gepanzerte Schutzweste, die nach der Mitte des 14. Jahrhunderts bis zum Anfang des 15. Jahrhunderts allmählich den etwas plumpen Plattenrock verdrängte und einen Vorläufer der Brigantine darstellt.

## Beschreibung
In einem taillierten, den Rumpf abdeckenden Gewandteil aus zumeist Leder mit Seiten- oder Rückenschließung sind innen mehrere überlappende Eisenplatten eingearbeitet. Deren Nietköpfe sind nach außen sichtbar und dienen zugleich als Dekorationselement. Die Rüstung ist zwar nicht ganz so massiv wie ihre Vorgänger, verschafft jedoch dafür mehr Beweglichkeit und nicht zuletzt mehr modische Gestaltungsmöglichkeiten. Die Herkunft des Begriffs selbst ist nicht gesichert, jedoch wird eine Ableitung von Leder, dem Hauptwerkstoff, vermutet. Andere Autoren leiten den Begriff von der mittelhochdeutschen Bezeichnung des Lendengürtels ab (lendenir), an dem die Beinlinge aus Ringgeflecht (isenhosen) befestigt waren.
Eine deutliche Abgrenzung des Lentners von den verwandten Konstruktionsarten Plattenrock und Brigantine ist nicht immer möglich. Die körperbetonte Form des Lentners bedingte jedoch die Verwendung wesentlich kleinerer Panzerplatten als beim Plattenrock. Eine derartige Panzerung dürfte also deutlich teurer gewesen sein, machte den Krieger dafür jedoch wesentlich beweglicher als die plumpe ältere Rüstungsform.
Im deutschen Sprachgebiet war der Brustbereich eines Lentners manchmal durch eine außen angebrachte ovale Brustplatte verstärkt. Eine Panzerung dieser Machart trägt etwa die bekannte Figur des hl. Georg im Hof des Hradschin in Prag (um 1373). Als Lentner interpretierbar sind auch einige Darstellungen auf Grabplatten oder Epitaphien des 14. Jahrhunderts (Johann von Brandscheit, Stiftskirche Kyllburg).

## Terminologie
Der in der Waffenkunde verwendete Begriff Lendner bezeichnete im Spätmittelalter kein Rüstungsteil. Vielmehr handelte es sich bei einem Lendenier um einen gesteppten Hüftgurt, an welchem die Ringpanzerhosen und Beinlinge befestigt werden konnten.